# 櫻井欽一
櫻井 欽一（さくらい きんいち、1912年12月11日 - 1993年10月6日）は、日本のアマチュア鉱物学者、地球科学者。家業（東京都・神田須田町にある老舗の鳥鍋屋「ぼたん」）の傍ら、独学で鉱物学を修めた。理学博士（東京大学・1955年）（学位論文「神奈川県湯河原産沸石類の研究」）。1964年紫綬褒章受章。

## 経歴
ぼたんの主人桜井謙吾の長男として東京神田連雀町に生まれる。宗教は天台宗。祖父の八四郎は旧高崎藩士で司法省に出仕した桜井欽哉の次男として生まれ、先代の桜井重郎治の養子となっている。八四郎の弟には朝鮮総督府判事となった柳沢佐五郎がいる。永田町小学校（現：麹町小学校）、攻玉社中学校・高等学校を経て、1932年専修大学予科修了。1942年東京科学博物館（現：国立科学博物館）嘱託、1950年横浜国立大学非常勤講師（- 1956年）。
1952年には湯河原沸石 (yugawaralite)を、1954年には亜砒藍鉄鉱 (parasymplesite)を新鉱物として記載。1955年東京大学から理学博士の学位を取得する。
1965年に兵庫県生野鉱山で発見された新鉱物が櫻井鉱 (sakuraiite)と命名され、1981年に静岡県河津鉱山で発見された新鉱物が欽一石 (kinichilite)と命名された。この命名より、姓名ともに国際鉱物学連合 (IMA) に承認された鉱物名になった最初の日本人となった（その後、姓名ともに鉱物名となった人物には、宮久三千年（宮久石、三千年鉱）と逸見千代子（逸見石、千代子石）がいる）
生涯を通じて日本産鉱物を中心とする日本最大の鉱物コレクションを構築した。そのコレクションは「櫻井コレクション」と呼ばれ、死後、国立科学博物館と神奈川県立生命の星博物館へそれぞれ寄贈された。

## 受賞歴
- 1964年：紫綬褒章[1]
- 1973年：櫻井賞（櫻井記念会）
- 1993年：日本地質学会功労賞[1]

## 著書など
- 桜井欽一『軍需鉱物資源肉眼鑑定法』柁谷書院、1944年。
- 和田維四郎 著、伊藤貞市・桜井欽一編 編『日本鉱物誌 上巻』中文館書店、1947年。
- 木村健二郎、桜井欽一 著「稀元素の鉱物及び国内資源」、木村健二郎・植村琢 編『稀元素の化学分析』山海堂、1949年。
- 桜井欽一『重要鉱物肉眼鑑定法』柁谷書院、1949年。
- 桜井欽一『鉱物の採集と見分け方』恒星社厚生閣〈楽しい理科教室〉、1954年。
- 桜井欽一、加藤昭『鉱物採集の旅 1 関東地方とその周辺』築地書館、1972年。
- 桜井欽一 著「伊豆半島の鉱物」、星野通平・青木斌 編『伊豆半島 : 杉山隆二先生還暦記念論文集』東海大学出版会、1972年。
- 桜井欽一『蟇石庵塵語－わが父母を語る、その他』私費出版、1972年。
- 加藤昭『桜井鉱物標本』桜井欽一博士還暦記念事業会、1973年。
- 櫻井欽一蒐集『Terra : Sakurai collection』佐々木光写像、米澤敬構成、牛若丸／星雲社、2004年。ISBN 4-434-05299-3。